# Georges Schneider (sculpteur)
Pour les articles homonymes, voir Georges Schneider et Schneider.
 (mars 2012).
Si vous disposez d'ouvrages ou d'articles de référence ou si vous connaissez des sites web de qualité traitant du thème abordé ici, merci de compléter l'article en donnant les références utiles à sa vérifiabilité et en les liant à la section « Notes et références ».
Georges Schneider, né à Saint-Imier le 10 mai 1919 et mort à Nogent-sur-Marne le 17 mai 2010, est un sculpteur et dessinateur suisse.

## Biographie
Georges Schneider est né à Saint-Imier en 1919. Après ses études de lettres à l'Université de Genève, il se consacre à la sculpture à partir de 1946 et fréquente l'atelier Zadkine à la Grande Chaumière à Paris, ville dans laquelle il a vécu jusqu'à sa mort en 2010.
Il fréquente l'atelier de sculpture d'André Del Debbio, impasse Ronsin, de 1959 à 1961.
À partir de 1958, Georges Schneider exposa dans de nombreuses galeries et musées en France, Italie, Pays-Bas et en Suisse.
Nombre de ses œuvres se trouvent dans des collections privées, en Suisse, en France, en Italie, aux États-Unis et au Canada.
- 1954 et 1955 : Bourse fédérale suisse
- 1958 : Prix Suisse, Paris
- 1965 : Premier prix de Sculpture à l'exposition XVI mostra nazionale premio del fiorino, Firenze

## Sculptures et dessins
La diversité de l’œuvre de Georges Schneider apparaît tout d'abord dans la multiplicité des techniques utilisées (terre cuite, moulage, bronze, encre de Chine, mine de plomb, fusain), et dans celles des formats (allant des petites sculptures animalières aux formes monumentales d'autels de cathédrales). Elle apparaît également dans les thèmes récurrents choisis, même si ceux-ci sont cent fois repris, approfondis comme si l'artiste n'avait jamais épuisé le sujet : l'animal (chevaux, vaches, chats…) scruté, analysé au plus près dans sa morphologie, mais aussi saisi dans sa surprenante spiritualité, la ville et ses amples structures, les hommes dans des foules en mouvement, l'exode, la migration et l'envol des oiseaux…
Georges Schneider, sculpteur animalier ? Artiste humaniste et spiritualiste ? Créateur religieux et symboliste ?
Toutes ces distinctions ne semblent pas pertinentes chez cet artiste singulier, pour qui la contemplation naît du quotidien le plus concret et le plus simple, et le sacré de la force même de la vie des êtres et des formes universelles. Georges Schneider en 1981 nous dit qu'« il ne doit y avoir aucun hiatus entre l'art dit profane et l'art dit sacré, autrement dit la création doit être une, ou du moins tendre vers l'unité ». C'est donc à une quête de l'unité, à la fois cachée et révélée, que cette œuvre nous convie à travers la diversité des thèmes obstinés, des formes et des techniques.

## Principales œuvres

### Acquisitions
- 1957 : Christ : sculpture en bronze de 3 mètres située à la mission catholique française de Bâle
- 1959 : Le défricheur : monument dédié à saint Imier
- 1959 : Phénix : sculpture de 4 mètres sur 5 pour la Régie fédérale suisse des alcools à Délemont
- 1963 : Chemin de croix : 15 bas-reliefs en ardoise pour l'église catholique de Saint-Imier
- 1966 : Vol d'oiseaux : bronze de 3 mètres pour l'hôpital de la Chaux-de-Fonds
- 1967 : Buisson ardent : 15 bas-reliefs en ardoise pour l'église catholique de Saint-Imier
- 1970 : Migration : sculpture en bronze de 4 mètres située au jardin des plantes de Rouen
- 1971 : Chemin de croix : bas-reliefs en ardoise, chapelle des sœurs de la Charité, Saint-Hyacinthe, Canada
- 1973 : Falaise : mur en béton devant les immeubles Normandie, Rouen
- 1975 : Autel en granit et tabernacle en bronze pour Notre-Dame de la Route, à Villars-sur-Glane, Suisse.
- 1981 : Autel, Ambon : siège épiscopal, armoiries, cierge pascal, cathédrale Saint-Nicolas de Fribourg, Suisse
- 1982 : Ville : bas-relief en bronze pour la municipalité de Montreuil-sous-Bois
- 1986 : La chapelle Mansart : mobilier liturgique, église Saint-Séverin de Paris
- 1989-90: Autel : 4 bas-reliefs en bronze, cathédrale Notre-Dame de Senlis

### Dessins
- Chevaux
- Vaches et taureaux
- Paysages
- Arbres
- Falaises

### Écrits
- Commentaire de Georges Schneider à propos de l'autel et de l'ambon de la cathédrale Saint-Nicolas de Fribourg, Actes de la rencontre internationale de l'ICOMOS, Art contemporain et édifices anciens, 1981

## Principales expositions
- 1958 : Biennale d'Arnhem, Pays-Bas
- 1962 : Exposition internationale du petit bronze, musée d'Art Moderne de la Ville de Paris
- 1963 : Exposition du "Chemin de Croix" aujourd’hui à l'église catholique de Saint-Imier, Galerie 7, rue de Miromesnil, Paris (France)
- 1973 : Exposition personnelle à la galerie Tonino, Campione d'Italia (Italie)
- 1977 : Exposition personnelle à la Fondation du Château de Villa Sierre (Suisse)
- 1979 : Exposition personnelle à la Galerie Wolfsberg, Zurich (Suisse)
- 1980 : Exposition personnelle à la Galerie du Manoir, La Chaux-de-Fonds (Suisse)
- 1983 : Exposition collective dédiée à Sainte Thérèse d'Avilla, Musée du Luxembourg, Paris (France)
- 1984 : Exposition personnelle à la galerie Bellefontaine, Lausanne (Suisse)
- 1989 : Exposition collective internationale "Art animalier" au Palais des Congrès, Rouen (France)
- 1989 : Exposition collective "Les Suisses à Paris" Galerie des Arcades, Berne et Coppet (Suisse)
- 1990 : Exposition personnelle, Galerie suisse de Paris (France)
- 1990 : Exposition personnelle à la Galerie des Arcades, Berne (Suisse)
- 1991 : Exposition avec Jacques Servant à la Tour des Cardinaux, Isle-sur-la-Sorgue (France)
- 1994 : Exposition personnelle à la Galerie Garance, La Robellaz, Essertines s/Yverdon (Suisse)
- 1997 : Exposition avec Jacques Servant au château de l'Isles, près Cossonay (Suisse)
- 1999 : Exposition "Hommage à Georges Schneider", La Sarraz et Saint-Imier (Suisse)
- 2002 : Exposition personnelle, Atelier, rue de Babylone, 48, Paris Dessin et sculptures (France)
- 2003 : La tentation de l’aventure. Art moderne et contemporain dans le Jura. Exposition collective Maison Coghuf, Muriaux, Jura (Suisse)
- 2004 : Exposition personnelle, Maison nationale des Artistes, Nogent-sur-Marne (France)
- 2008 : Exposition personnelle, Espace culturel François de Sales, Institut St-Jean, Genève (Suisse)